# Jonathan Elmer
Jonathan Elmer, född 29 november 1745 i Cedarville, New Jersey, död 3 september 1817 i Bridgeton, New Jersey, var en amerikansk politiker. Jonathan Elmer representerade delstaten New Jersey i USA:s senat i den första amerikanska kongressen 1789-1791.
Elmer studerade medicin vid College of Philadelphia (numera University of Pennsylvania). Han inledde 1769 sin karriär som läkare i Bridgeton, New Jersey. Han var ledamot av kontinentala kongressen 1777-1778, 1781-1783 och 1787-1788.
Elmer och William Paterson valdes 1789 till de två första senatorerna för New Jersey. Elmer efterträddes 1791 som senator av John Rutherfurd.
Elmers grav finns på Old Broad Street Presbyterian Church Cemetery i Bridgeton. Brodern Ebenezer Elmer var kongressledamot 1801-1807 och sonen Lucius Elmer var kongressledamot 1843-1845.